# Zaharia Boiu
Zaharia Boiu (n. 1 martie 1834, Sighișoara, Imperiul Austriac – d. 6 noiembrie 1903, Sibiu, Austro-Ungaria) a fost un poet și publicist român, membru corespondent al Academiei Române (1890).
A fost primul absolvent român al liceului german din Sighișoara. El este cel care traduce faimosul Memorandum adresat împăratului Franz Josef al Austriei în 1892, iar fiul lui Zaharia Boiu, Olimpiu, este cel care va duce traducerea germană a memorandumului, clandestin, la Viena.
Studiază la seminarul teologic ortodox din Sibiu, apoi, susținut de mitropolitul Andrei Șaguna, merge la Leipzig la studii. După întoarcerea în țară va lucra mai întâi ca profesor la Institutul diocezan, iar mai apoi ca redactor la publicațiile Telegraful român și la Transilvania. Tot la Sibiu participă activ la înființarea ASTREI.
Zaharia Boiu a fost cel care în 1861 a înființat prima școală română la Sighișoara, unde a predat împreună cu învățătorii Ioan Țiței și Nicoale Damian.
A fost înmormântat în cimitirul Bisericii din Groapă din Sibiu, mormântul său fiind înscris în Lista monumentelor istorice din județul Sibiu din anul 2015 cu cod LMI SB-IV-m-B-12606.

## Traduceri
- Natan înțeleptul, de Gotthold Ephraim Lessing
- Confesiuni, de Augustin

## Versuri
- Sunete și resunete, Sibiu, 1867

## Manuale școlare
- Abețedar, 1862, tipărit în 14 ediții înainte de a fi interzis de autorități
- Carte de cetire pentru școlile poporale române
- Manuducere (îndrumări metodice pentru învățători)

## Imagini

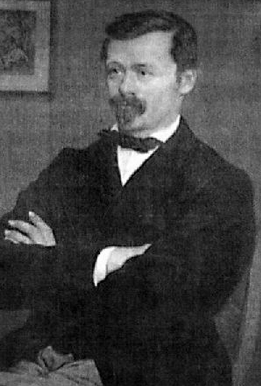
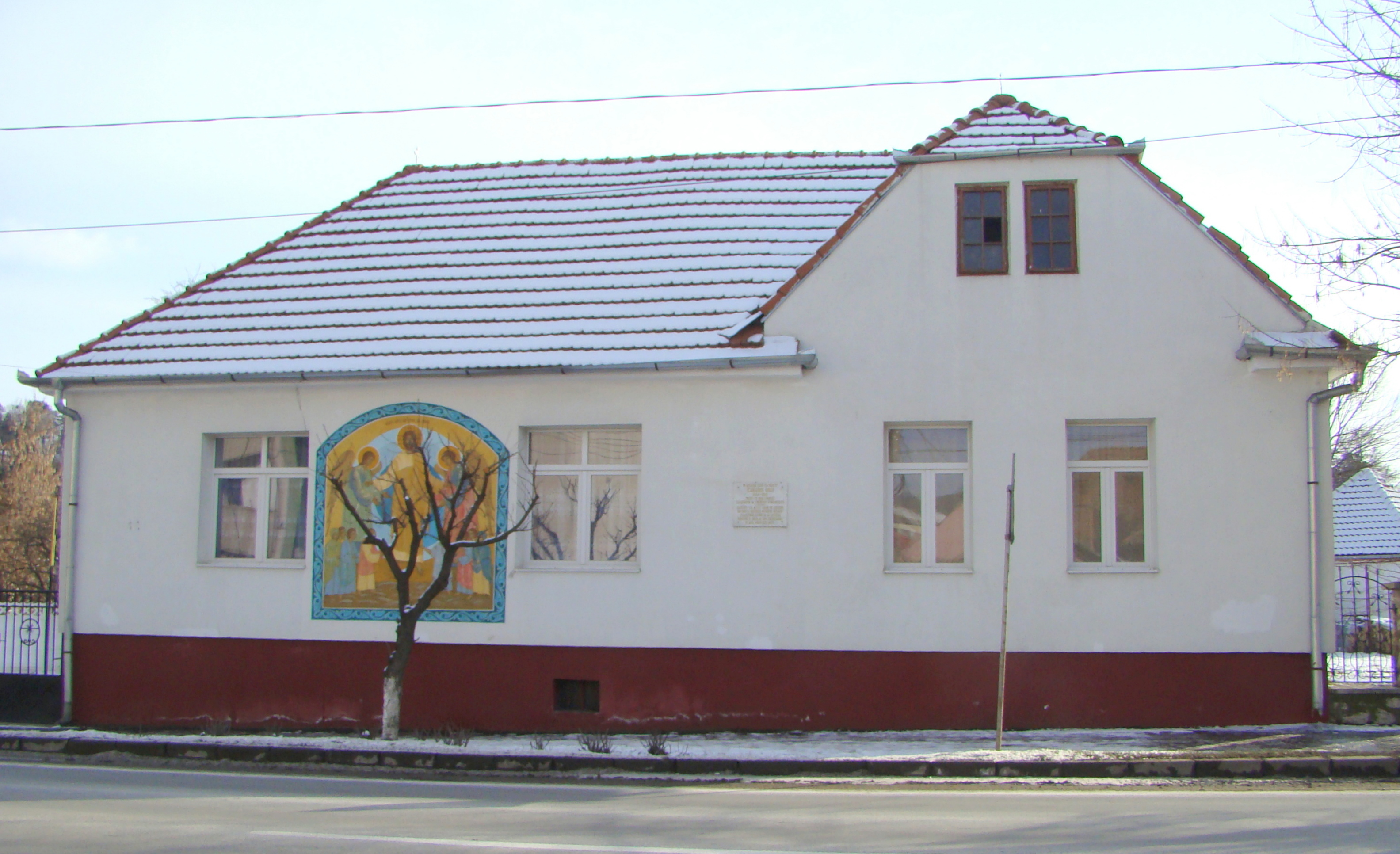
Casa în care s-a născut Zaharia Boiu (monument istoric)
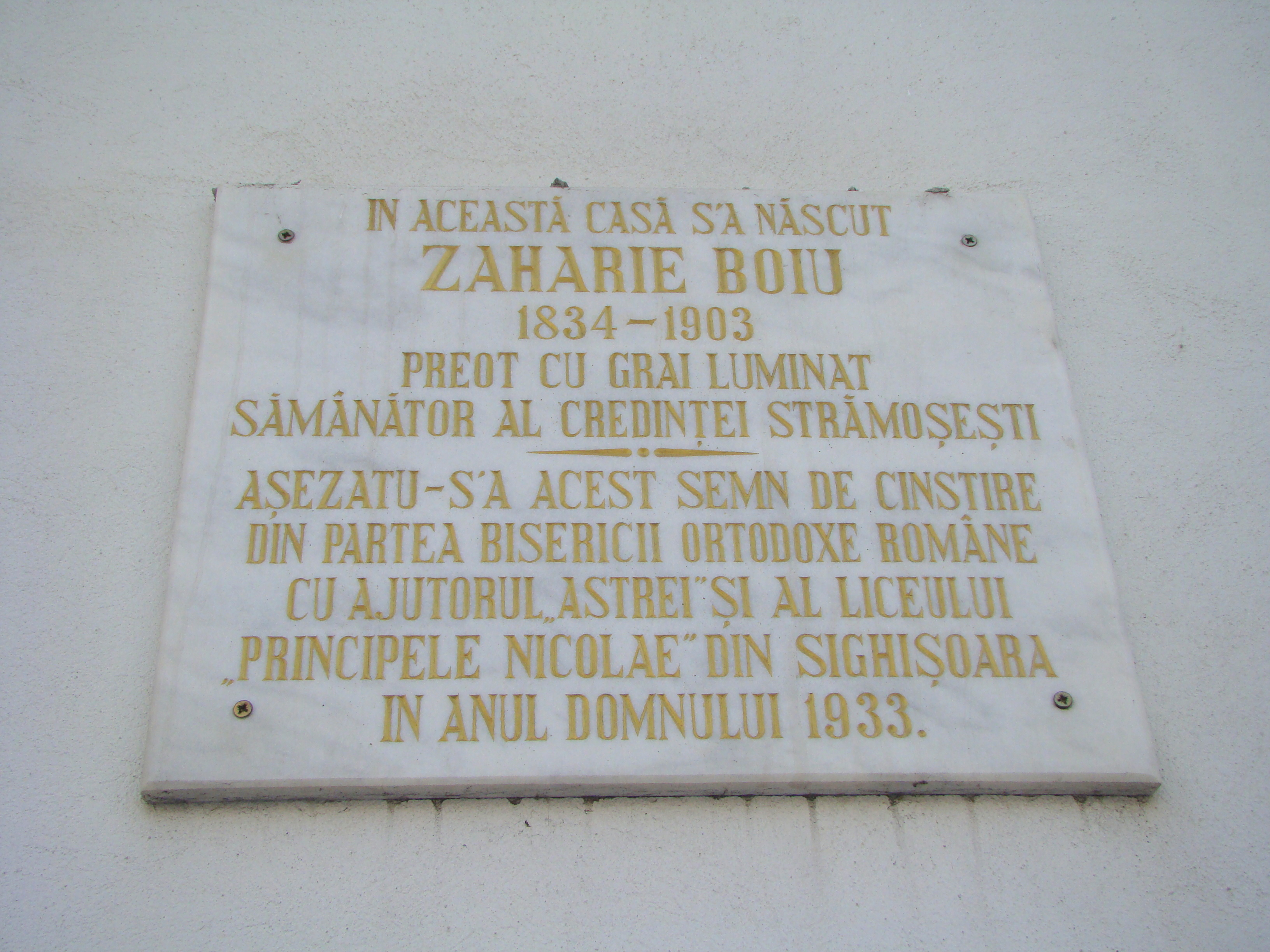
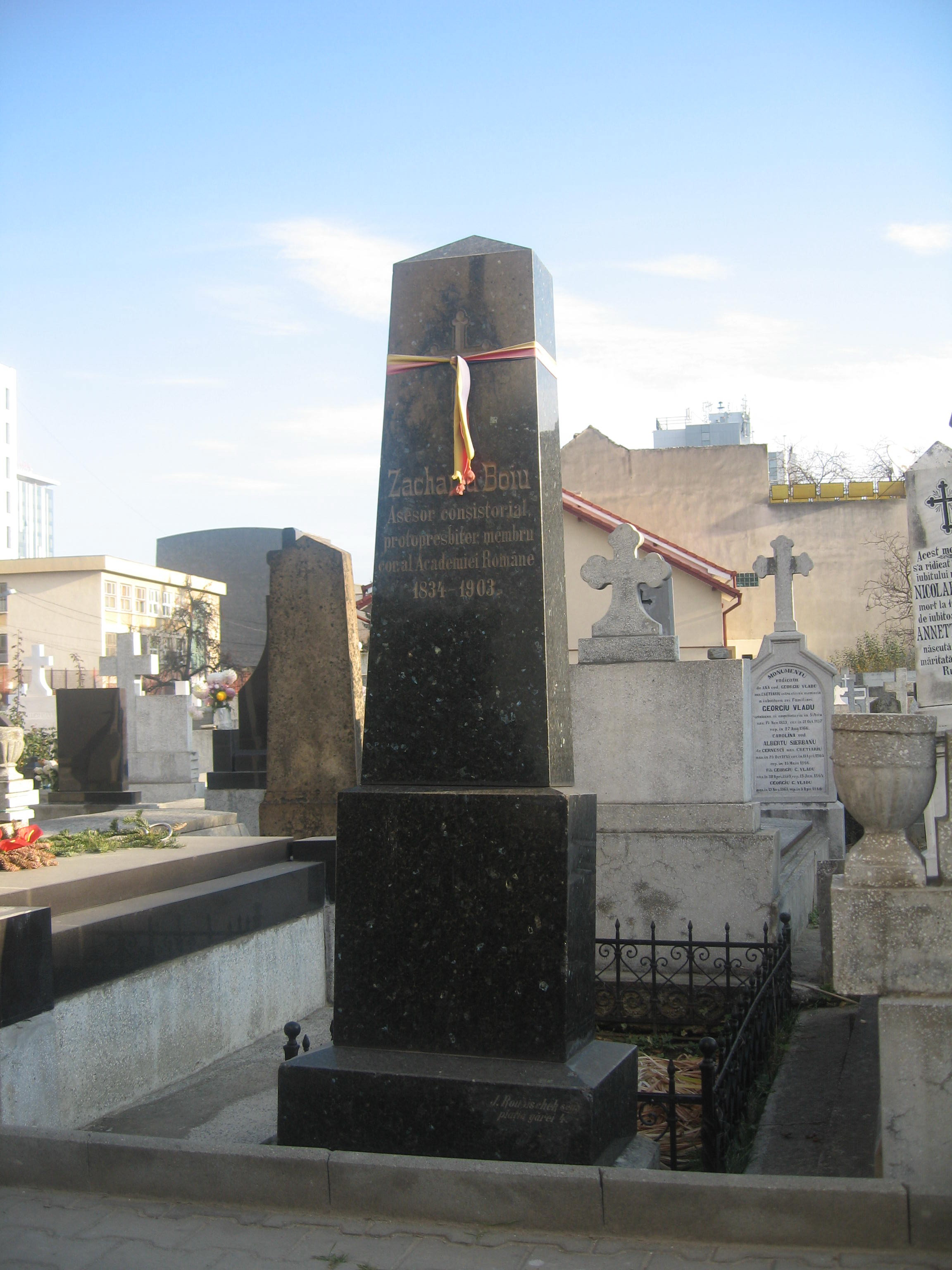
Mormântul scriitorului Zaharia Boiu (Sibiu, Str. Justiției 5, în cimitirul bisericii ortodoxe Bunavestire)
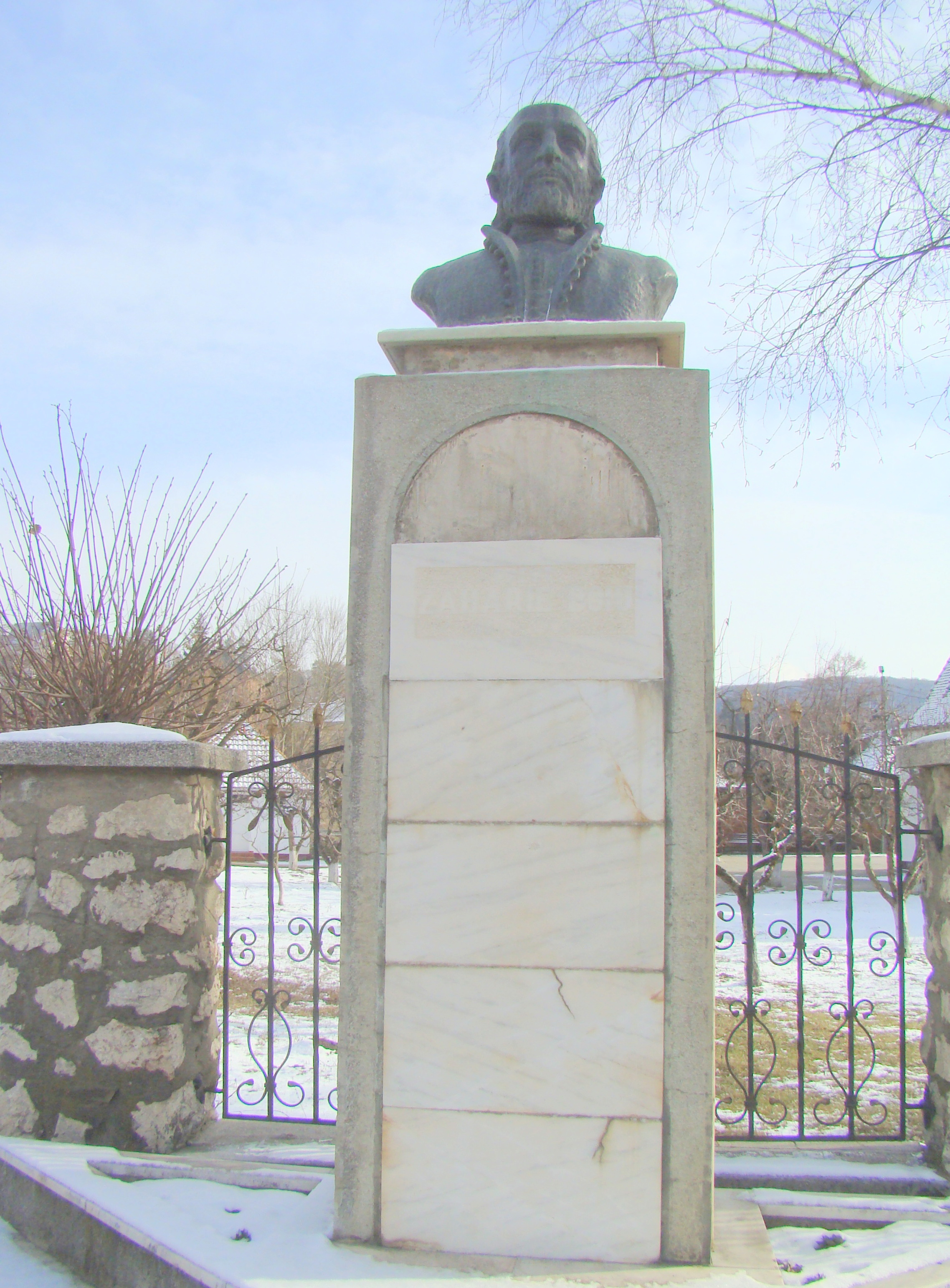
Bustul lui Zaharia Boiu din Sighișoara (monument istoric)
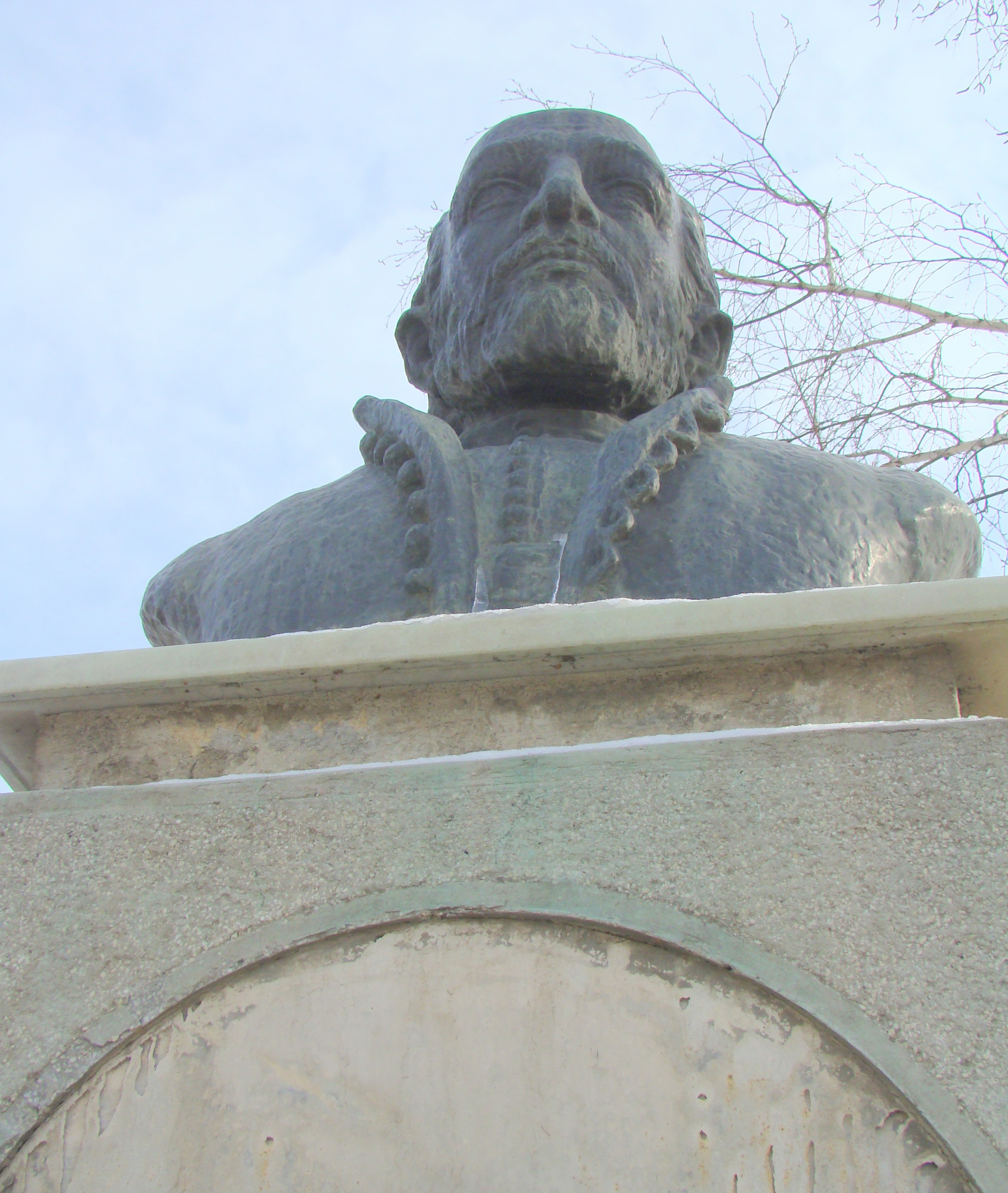
Bustul lui Zaharia Boiu din Sighișoara (monument istoric)
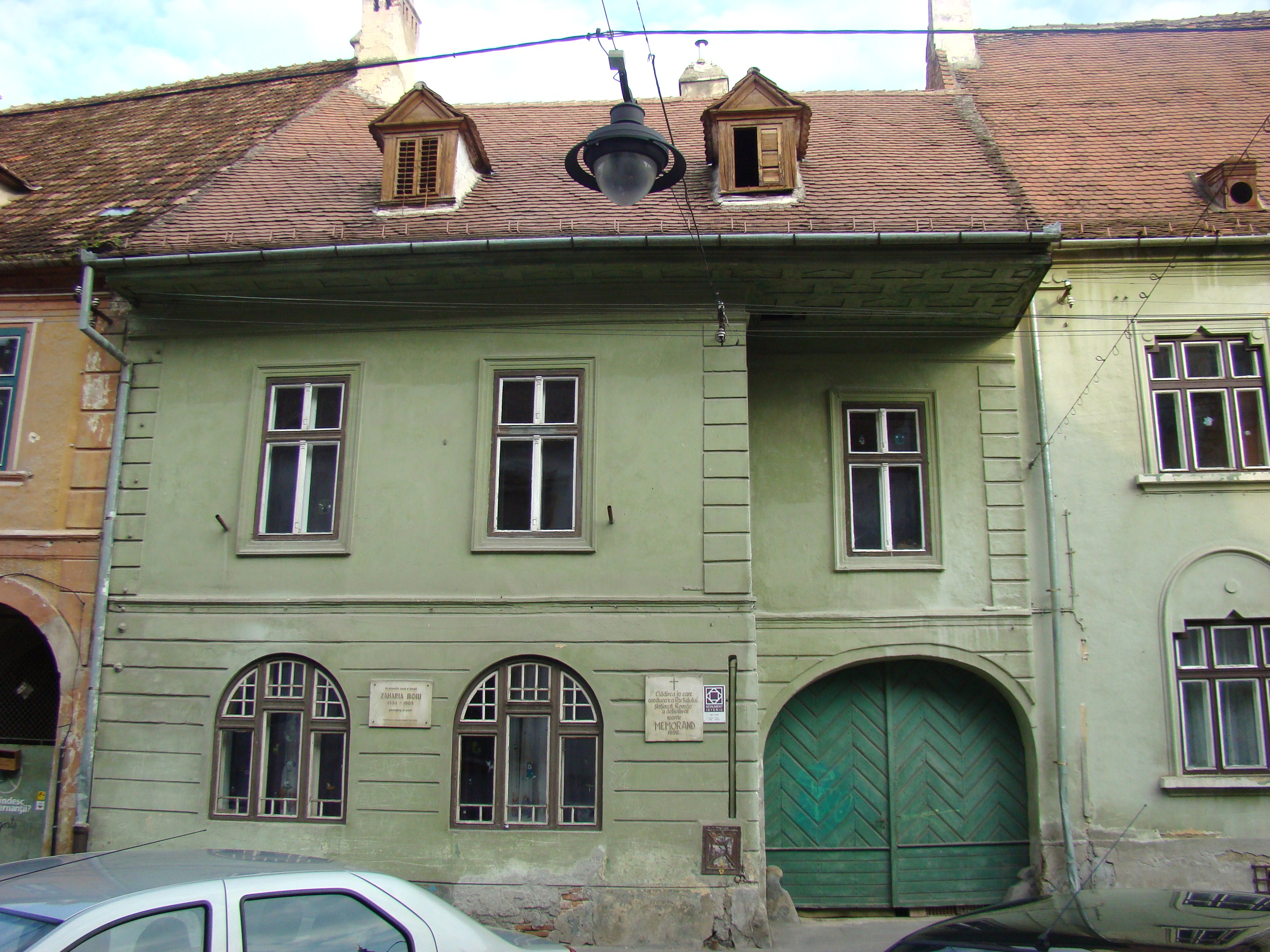
Clădirea din Sibiu în care a locuit Zaharia Boiu, str. Mitropoliei 19 (monument istoric)
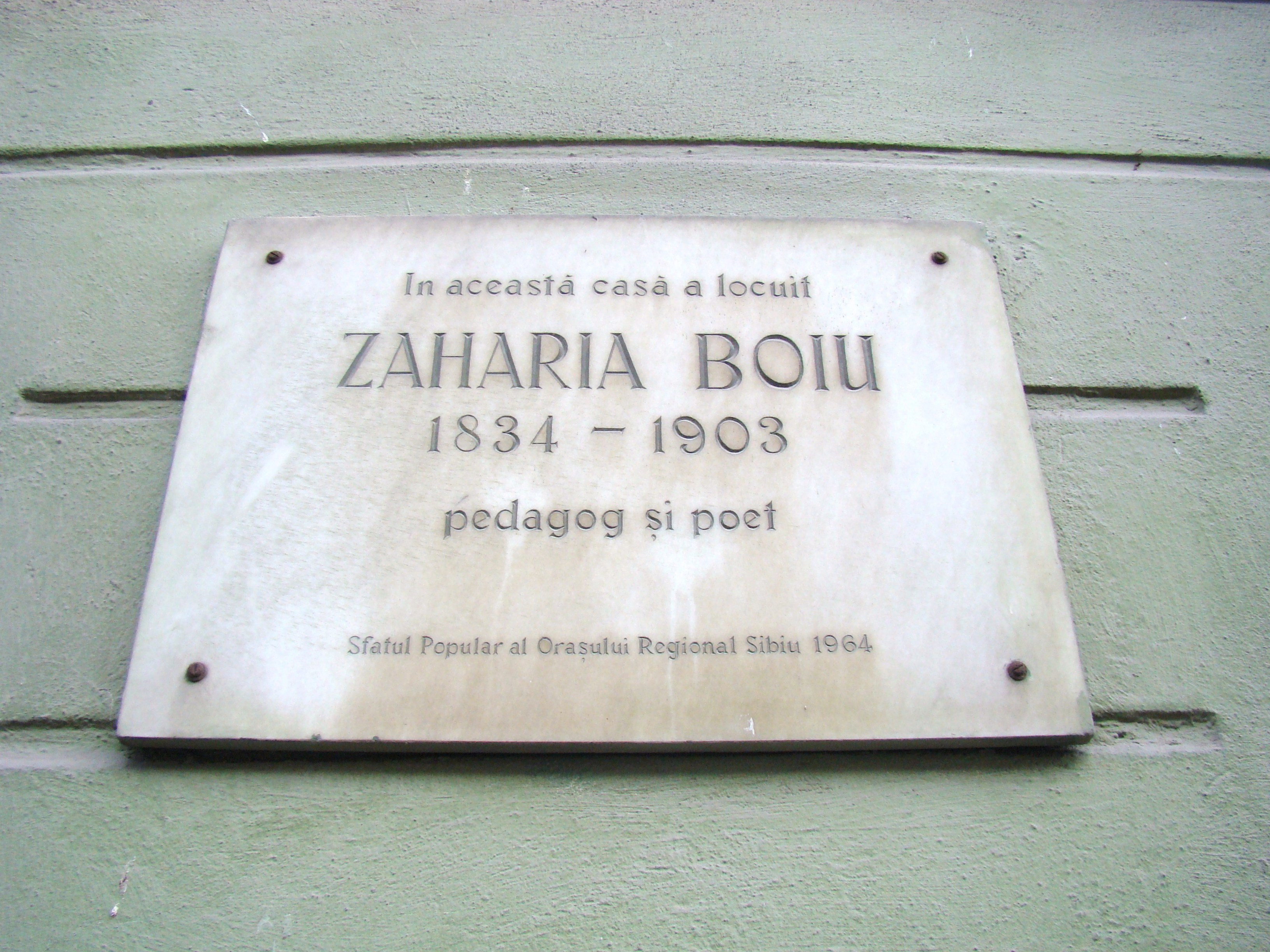
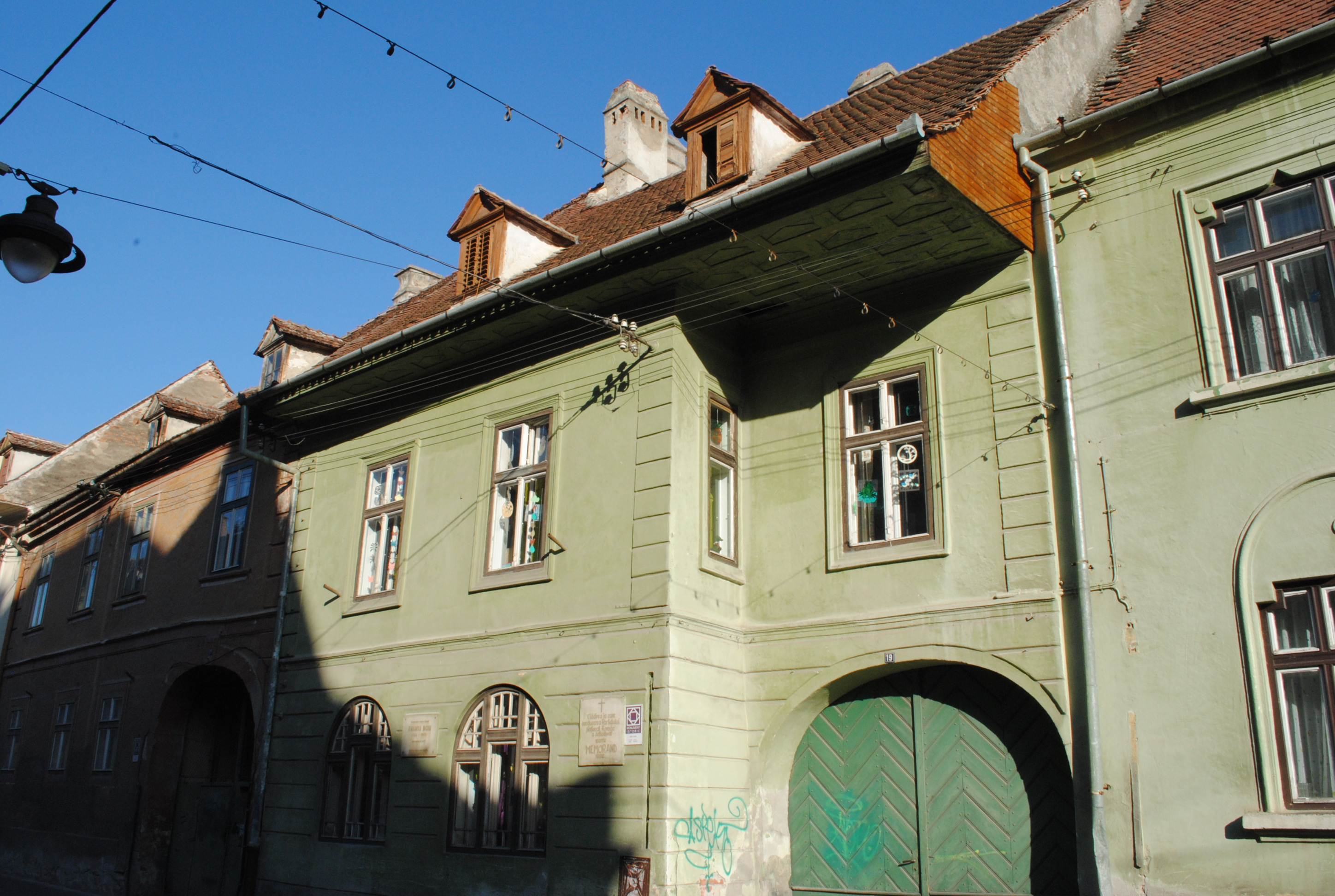
Clădirea din Sibiu în care a locuit Zaharia Boiu, str. Mitropoliei 19 (monument istoric)
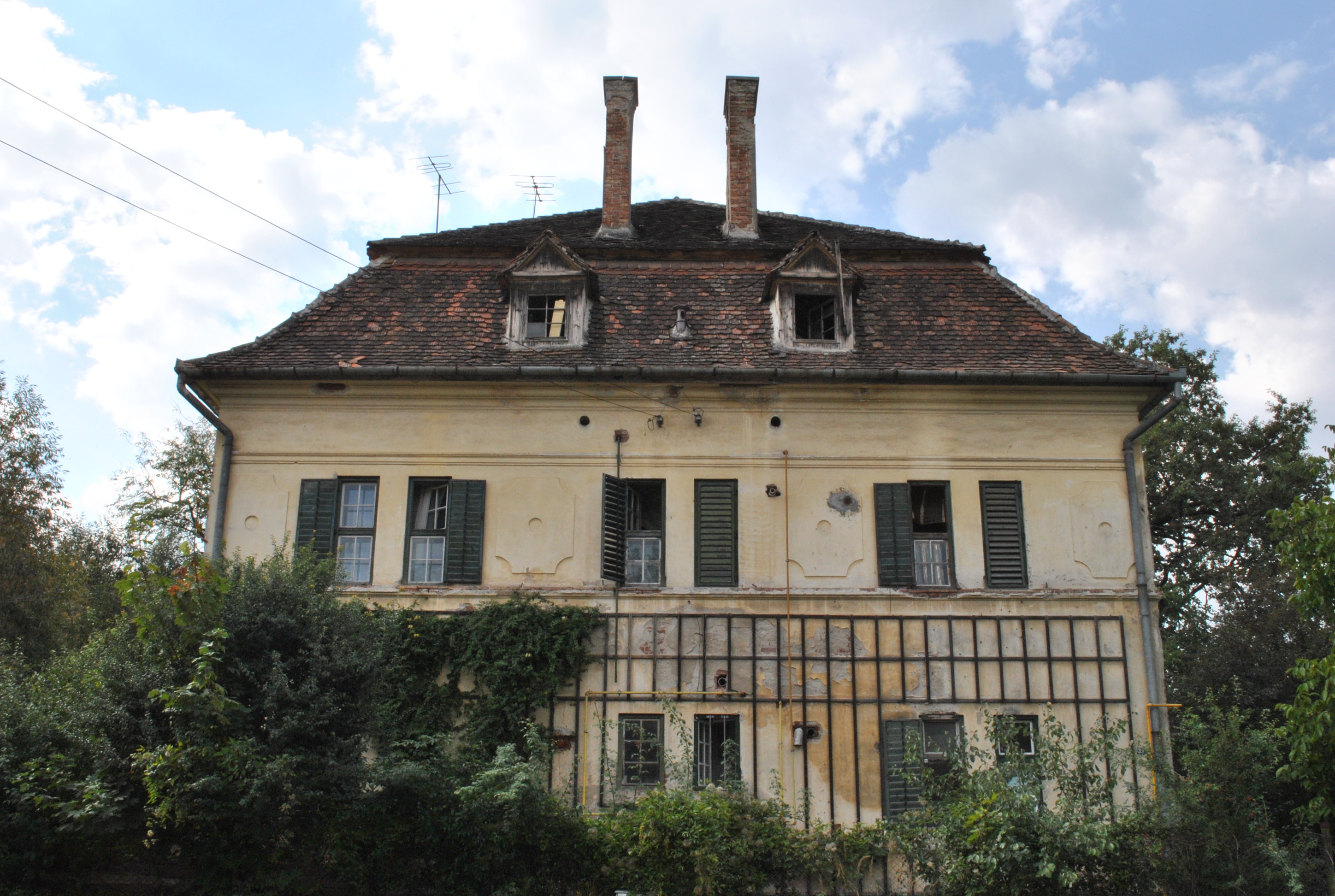
Casa „Anastasie Boiu" din Sibiu, sf. sec. XIX, str. Boiu Zaharia 27 (monument istoric)